# Consiliul Internațional de Reabilitare a Victimelor Torturii
Consiliul internațional de reabilitare a victimelor torturii (IRCT), este o organizație internațională independentă, profesională în domeniul sănătății, care promovează și sprijină reabilitarea victimelor torturii și lucrează pentru prevenirea torturii în întreaga lume.
Cu sediul în Danemarca, IRCT este organizația-umbrelă pentru 144 de organizații independente de reabilitare a celor torturați din peste 70 de țări care tratează și ajută supraviețuitorii de tortură și familiile lor. Aceștia pledează pentru reabilitarea holistică pentru toate victimele torturii, care poate include accesul la justiție, reparații și consiliere medicală, psihologică și psiho-socială.
IRCT face acest lucru prin consolidarea capacității de apartenență a acestora, permițând un mediu de politică îmbunătățit pentru victimele torturii și generând și împărtășind cunoștințe cu privire la problemele legate de reabilitarea victimelor torturii.
Profesioniștii din centrele și programele de reabilitare IRCT oferă tratament pentru aproximativ 100.000 de supraviețuitori ai torturii în fiecare an. Victimele primesc sprijin multidisciplinar, inclusiv îngrijiri medicale și psihologice și asistență juridică. Scopul procesului de reabilitare este de a împuternici supraviețuitorilor torturii să-și reia viața cât mai deplină.
În 1988, IRCT, împreună cu fondatorul Inge Genefke, a primit premiul pentru dreptul de viață „pentru a ajuta pe cei ale căror vieți au fost spulberate de tortură pentru a-și recăpăta sănătatea și personalitatea”.

## Legături externe
- IRCT Official Website
- World Without Torture